# 2006 FIFA ワールドカップ ドイツ大会 (ゲーム)
2006 FIFA ワールドカップ ドイツ大会（原題: 2006 FIFA World Cup）は、2006年4月27日にエレクトロニック・アーツから発売されたビデオゲームソフトである。アメリカでは同年4月24日、ヨーロッパでは同年4月28日に発売された。
FIFA公認の2006 FIFAワールドカップの公式ゲームソフトでもある。